# Planche à découper

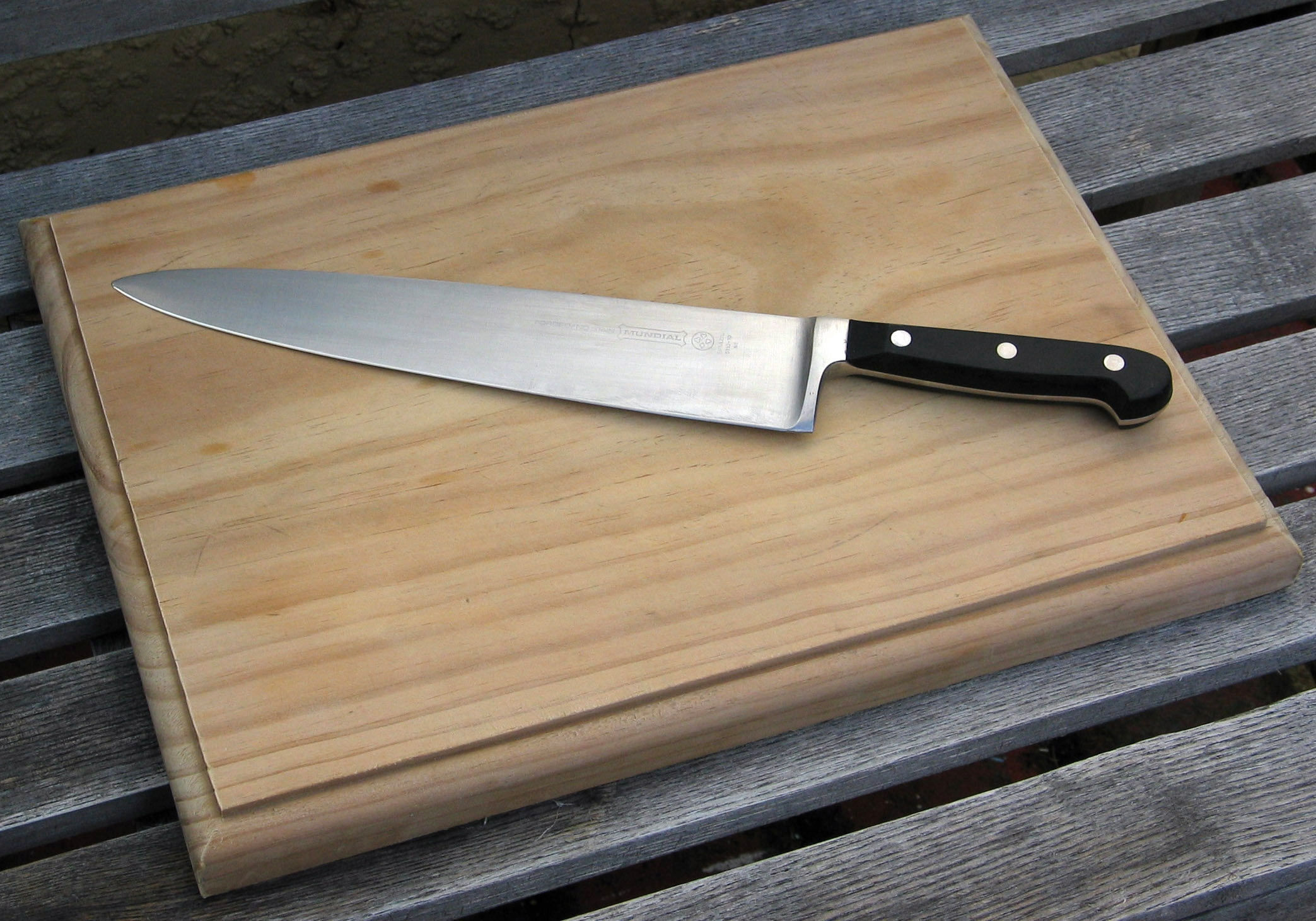
Une planche à découper en bois et un couteau de chef.

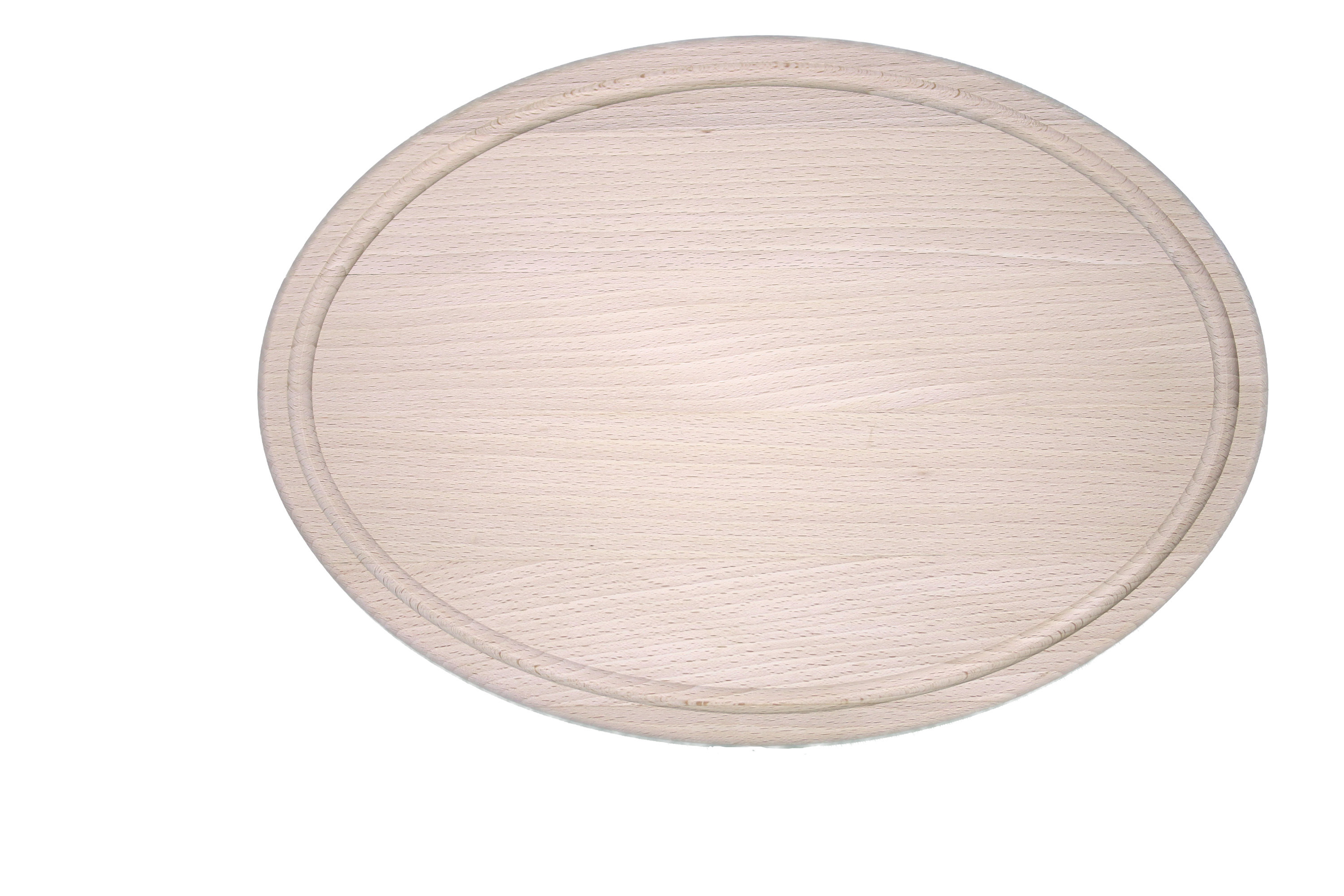
Une planche à découper en bois de hêtre.

Une planche à découper ou planche à pain est un ustensile de cuisine, en bois, en bambou, en verre, en métal ou en plastique dur. Solide et durable, sa surface permet d'y découper des aliments avec un couteau tout en épargnant le support (table ou plat). Certaines planches permettent de découper et de verser les aliments coupés directement dans le récipient.

## Hygiène
En France, les planches à découper en bois sont explicitement autorisées.
Différentes recherches indiquent une meilleure hygiène des planches à couper en bois par rapport à celles en plastique. Après application d'une quantité typique de bactéries équivalente à celle contenue dans de la viande crue, la quantité de bactéries récupérables diminuait rapidement avec une planche en bois, tandis qu'elle restait stable ou augmentait avec une planche en plastique. En effet, le bois absorbait les germes en quelques minutes. Avec une quantité de bactéries de 100 à 1 000 fois plus importante, les bactéries restaient récupérables 12 heures après mais leur nombre avait été réduit d'au moins 98 % et souvent de plus de 99,9 %. De plus, les planches à découper en plastique sont plus difficiles à nettoyer correctement à la main lorsqu'elles sont usées. Une autre étude a montré que les gens utilisant une planche à découper en bois dans leur cuisine avaient deux fois moins de chances de contracter la salmonellose que la moyenne, tandis que ceux utilisant une planche à découper en plastique ou en verre avaient deux fois plus de chances de contracter cette maladie que la moyenne. Le fait de laver la planche entre les utilisations n'avait pas d'effet statistiquement significatif.
Un article de revue de 2016 a conclu après examen des différents travaux conduits dans les deux décennies précédentes que les planches à découper en bois ne sont pas moins hygiéniques que leurs équivalentes dans d'autres matériaux, notamment en termes de contamination bactérienne, et ce malgré une réputation qui leur est défavorable.